# Jérôme Lymann
Jérôme Lymann (2 aprile 1996) è uno snowboarder svizzero.

## Biografia
In Coppa del Mondo ha esordito il 9 marzo 2013 ad Arosa (57º).
Nel 2018 ha partecipato ai XXIII Giochi olimpici invernali a Pyeongchang venendo eliminato ai quarti e concludendo in sedicesima posizione nella gara di snowboard cross.

## Palmarès

### Coppa del Mondo
- Miglior piazzamento nella Coppa del Mondo di snowboard: 27º nel 2016.

### Mondiali junior
- 1 medaglia:
  - 1 bronzo (snowboard cross a Erzurum 2013).